# Federico Gay
Federico Gay (16 de julho de 1896 — 15 de abril de 1989) foi um ciclista italiano que participava em competições de ciclismo de estrada e pista. Venceu quatro etapas no Giro d'Italia de 1924 e uma etapa no Tour de France de 1992. Ele montou o Tour de France duas vezes, terminando em décimo primeiro lugar em 1992 e décimo em 1925, quando ele terminou em segundo lugar na classificação geral. Também competiu em dois eventos nos Jogos Olímpicos de Antuérpia 1920. Competiu profissionalmente durante as décadas de 10, 20 e 30 do século XX.

## Palmarès
1921
Milano–Torino
1922
Tour de France:
Vencedor da etapa 13
1924
Giro d'Italia:
Vencedor das etapas 2, 3, 5 e 6
2º lugar na classificação geral
Milano–Torino
1925
Zürich-Berlin
1932
 campeonato nacional de ciclismo em pista